# Ilhuícatl-Teocozáuhco

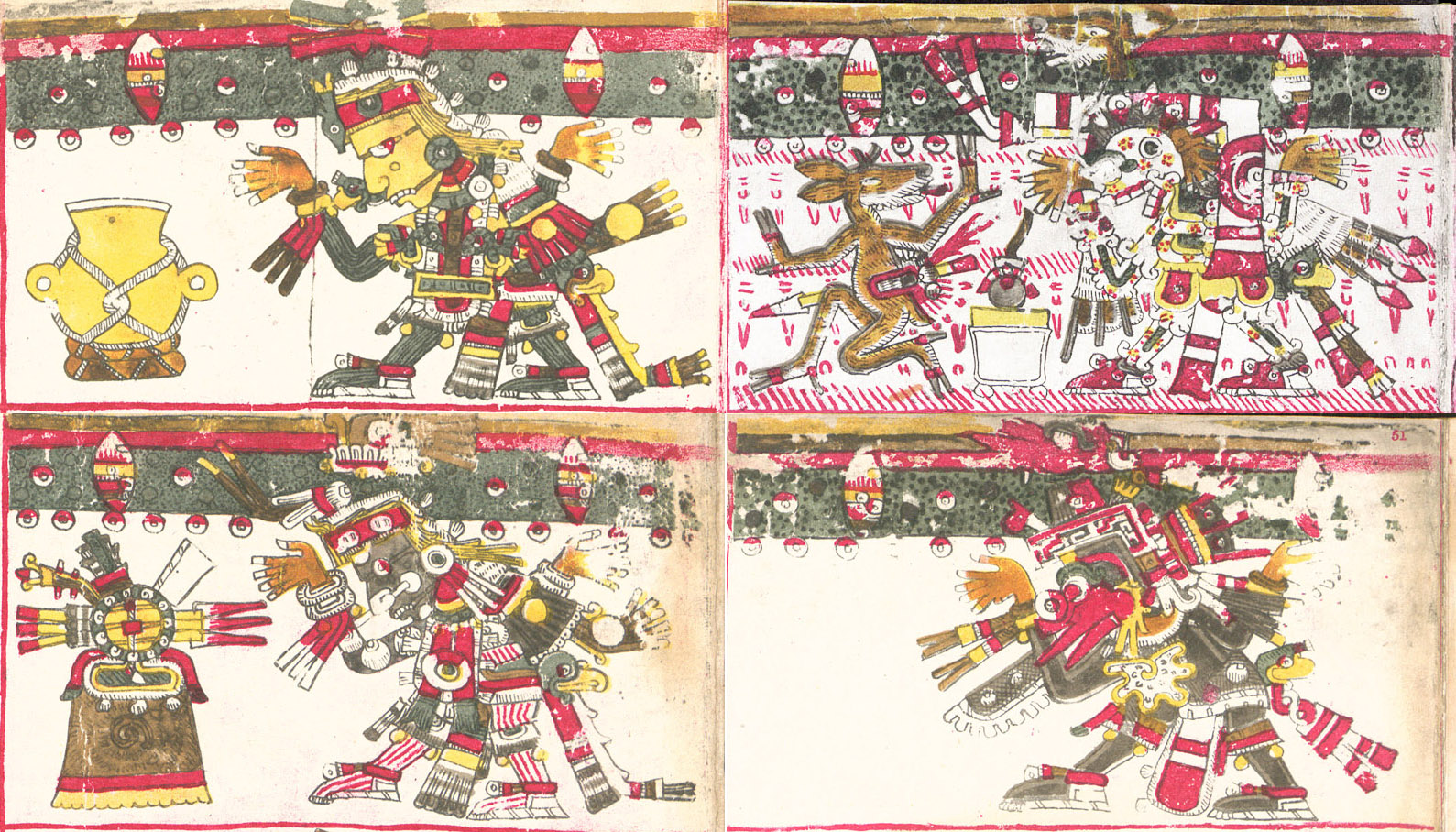
Los cuatro puntos cardinales o reinos del universo horizontal descritos en el Códice Borgia según la Cosmogonía mexica.

Ilhuícatl-Teocozáuhco (del náhuatl: ilhuicatl-teocozauhco ‘el cielo donde (está) el dios amarillo’‘ilhuicatl, cielo; teotl, dios; cozauhqui, amarillo; co, lugar’) en la mitología mexica es el décimo estrato celeste del universo vertical según la Cosmogonía mexica, es la morada del Oriente del dios amarillo, Tonatiuh, dios del Quinto Sol, él cual surge y se dirige hacia el Occidente.